# Idionycteris phyllotis
Idionycteris phyllotis là một loài động vật có vú trong họ Dơi muỗi, bộ Dơi. Loài này được G. M. Allen mô tả năm 1916.